# تونل‌بیر
تونل‌بیر (خرس تونل،TunnelBear VPN) یک ارایه دهنده شبکه خصوصی مجازی (VPN) عمومی است که مستقر در تورنتو کانادا است. این شرکت را دانیل کالدور و رایان دوچاک در سال ۲۰۱۱ تأسیس کردند. در مارس ۲۰۱۸، تونل بیر را مک‌آفی خریداری کرد.

## ویژگی‌های
یک نسخه نرم‌افزار رایگان بر روی اندروید ویندوز macOS و iOS در دسترس است. همچنین افزونه‌های مرورگر بر روی گوگل کروم و اپرا هم وجود دارند. توزیع‌های لینوکس را نیز می‌توان برای استفاده از تونل بیر پیکربندی کرد.
مانند دیگر خدمات VPN این برنامه توانایی برای دور زدن فیلتر محتوای اینترنت در بسیاری از کشورها را دارد. این برنامه اجازه می‌دهد تا به نظر برسد کاربر در یکی از ۲۰ کشور مختلف (از جمله ایرلند و ایالات متحده آمریکا سوئد و ایتالیا) قرار دارد.